# Edifício Itália
L'Edifício Itália (de nom oficial Circolo Italiano) és un edifici ubicat a la ciutat de São Paulo. Amb 168 metres, és el segon gratacel més alt de Brasil. Es troba a l'Avinguda Ipiranga i va ser inaugurat l'any 1965. Té 46 plantes. Va ser construït en honor dels milers d'immigrants italians que van arribar a São Paulo.